# Groß Kölzig
 Groß Kölzig (niedersorbisch Wjeliki Kólsk) ist ein Ortsteil der Gemeinde Neiße-Malxetal im Landkreis Spree-Neiße im südöstlichen Brandenburg. Bis zur Gemeindefusion am 31. Dezember 2001 war Groß Kölzig eine eigenständige Gemeinde.

## Geographie
Groß Kölzig liegt in der Niederlausitz und östlich des Muskauer Faltenbogens zwischen Forst und Weißwasser. Die Grenze zwischen Deutschland und Polen ist ca. zehn Kilometer und die Stadt Cottbus etwa 23 Kilometer entfernt. Die Obere Malxe durchfließt den südlichen Teil von Groß Kölzig. Westlich des Ortes liegen mehrere Bergbaurestseen ehemaliger Kohlegruben.
Zum Ortsteil Groß Kölzig gehören die Wohnplätze Bruchmühle, Katzarmühle und Thalmühle. Der Ortsteil grenzt im Norden an Klein Kölzig und Jocksdorf, im Osten an Preschen, im Süden an die Stadt Döbern und im Westen an Bohsdorf mit dem Wohnplatz Bohsdorf-Vorwerk.

## Geschichte

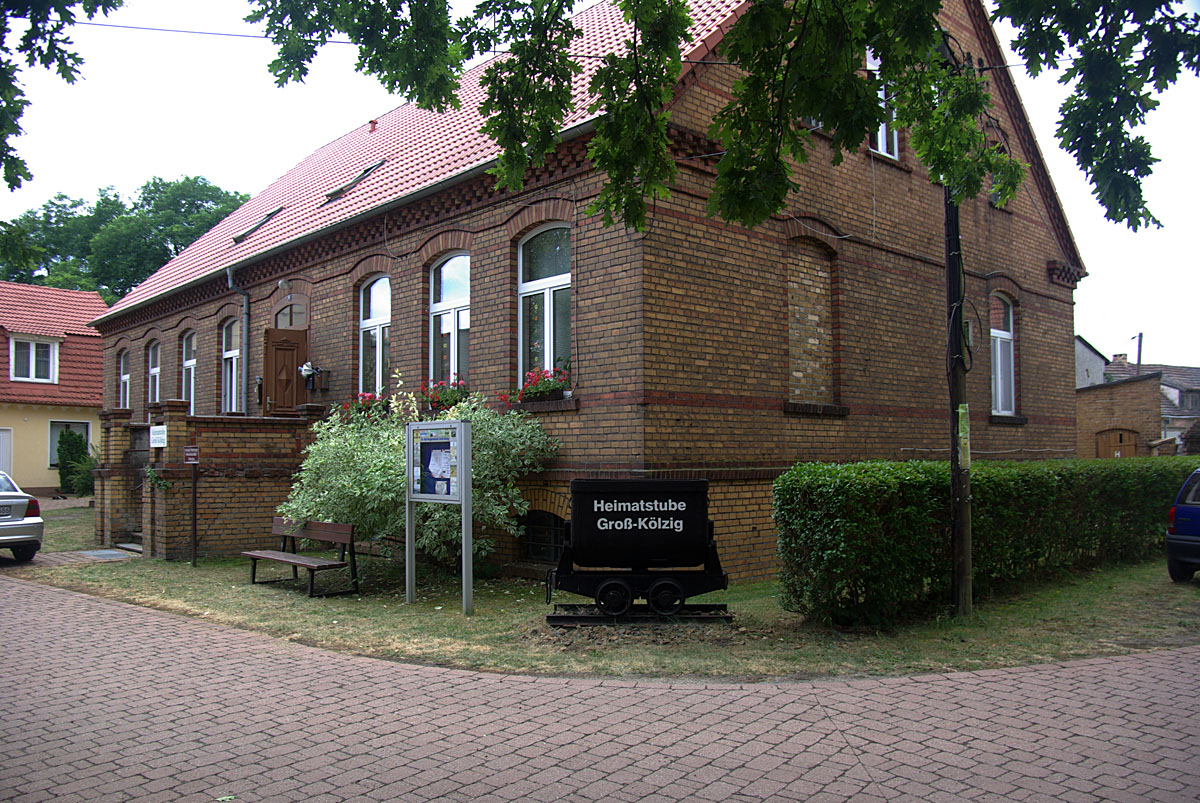
Heimatstube Groß Kölzig in der ehemaligen Dorfschule

Der Ort wird zum ersten Mal 1346 als Kolczig in einem öffentlichen Verzeichnis des Bistums Meißen erwähnt. Durch die historische Form des Dorfes ist allerdings davon auszugehen, dass Groß Kölzig wesentlich älter ist. Der Ortsname wird vom altsorbischen kelc (Kiefernwald oder Heide) oder kol (Pfahl oder Pflock) abgeleitet und ist daher mit Heidedorf bzw. Pfahldorf zu übersetzen.
Seit dem 14. Jahrhundert war Groß Kölzig Stammsitz des Geschlechts von Berge. Sie waren Vasallen der Biebersteiner.
Groß Kölzig war noch bis ins 19. Jahrhundert hinein überwiegend sorbischsprachig. Trotzdem wurde der Gottesdienst in sorbischer Sprache, den es hier seit dem 16. Jahrhundert gegeben hatte, 1840 endgültig abgeschafft. Das entsprach der von der Obrigkeit angestrebten Ausrottung der Sprache im ehemals fast ausschließlich sorbischsprachigen Gebiet. In Preschen wurde der letzte sorbische Gottesdienst bereits 1797 gehalten.
Nach dem Wiener Kongress kam Groß Kölzig zum Königreich Sachsen. Bei der Kreisreform im Jahr 1816 wurde der Ort dem Kreis Sorau in der Provinz Brandenburg zugeordnet. Mit der Industrialisierung kam der Braunkohlebergbau nach Groß Kölzig. 1860 eröffnete die Grube Conrad, die 1959 geschlossen wurde. Der Bergbau brachte aber auch weitere Betriebe mit sich, was zu einer Steigerung der Einwohnerzahl führte und 1933 in der Ortschaft 1740 Einwohner lebten. Mit dem Niedergang des Braunkohlebergbaus ging die Anzahl der Einwohner wieder zurück.
Nach dem Ende des Zweiten Weltkrieges wurde der Landkreis Sorau durch die Festlegung der Oder-Neiße-Grenze geteilt und daher am 1. April 1946 aufgelöst. Die Gemeinde Groß Kölzig wurde zunächst dem Landkreis Spremberg zugeordnet und kam bei der Kreisreform in der DDR am 25. Juli 1952 zum Kreis Forst im Bezirk Cottbus. Am 1. Januar 1974 wurde Klein Kölzig nach Groß Kölzig eingemeindet, am 6. Mai 1984 wurde Klein Kölzig wieder ausgegliedert.
Seit der Wiedervereinigung gehört Groß Kölzig zum Land Brandenburg. Im Jahr 1992 schloss sich die Gemeinde Groß Kölzig mit dreizehn weiteren Gemeinden im Amt Döbern-Land zusammen. Der Landkreis Forst ging am 6. Dezember 1993 im neu gebildeten Landkreis Spree-Neiße auf. Am 31. Dezember 2001 erfolgte der freiwillige Zusammenschluss von Groß Kölzig mit den Gemeinden Jerischke, Klein Kölzig, Preschen und Jocksdorf zur Gemeinde Neiße-Malxetal.

## Bevölkerungsentwicklung
| Jahr | Einwohner |
| ---- | --------- |
| 1875 | 0630      |
| 1890 | 0696      |
| 1910 | 1559      |

| Jahr | Einwohner |
| ---- | --------- |
| 1925 | 1628      |
| 1933 | 1739      |
| 1939 | 1721      |

| Jahr | Einwohner |
| ---- | --------- |
| 1946 | 1727      |
| 1950 | 1832      |
| 1964 | 1575      |

| Jahr | Einwohner |
| ---- | --------- |
| 1971 | 1514      |
| 1981 | 1455      |
| 1989 | 1041      |

| Jahr | Einwohner |
| ---- | --------- |
| 1995 | 952       |
| 2000 | 957       |

Gebietsstand des jeweiligen Jahres, 1981 mit Klein Kölzig
Laut der „Statistik der Lausitzer Sorben“ des Volkskundlers Arnošt Muka von 1884 hatte Groß Kölzig zu diesem Zeitpunkt 639 Einwohner, davon waren 215 Sorben (33,6 %) und 424 Deutsche. Nach Mukas Auskunft sprachen jedoch die meisten Kinder im Ort kein Sorbisch mehr. In der folgenden Zeit ging der Anteil sorbischsprachiger Einwohner weiter zurück, im Jahr 1956 hatten nur noch 1,6 % der Einwohner Sorbischkenntnisse.

## Sehenswürdigkeiten

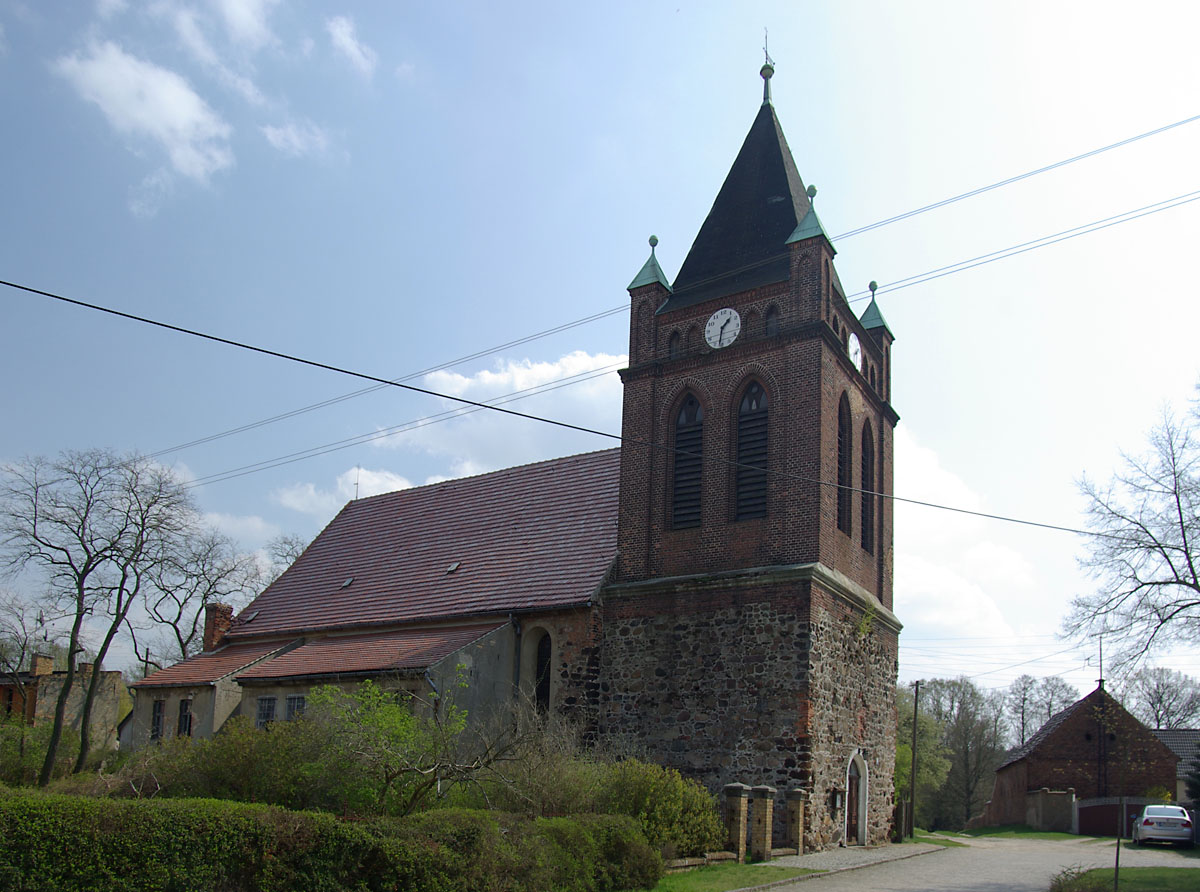
Die Kirche in Groß Kölzig

Die St.-Marien-Kirche ist das älteste Gebäude des Ortes und steht unter Denkmalschutz. Ihre Ersterwähnung ist gleichzeitig die des Dorfes Groß Kölzig. Allerdings wurde sie wahrscheinlich in der ersten Hälfte des 13. Jahrhunderts bereits errichtet. Die Dorfkirche besaß zunächst keinen Turm. Die Glocken wurden bis ins 17. Jahrhundert von einem separaten Glockenhaus aus geläutet.
Im Gutspark steht eine Eiche mit einem Brusthöhenumfang von 7,07 m.

## Verkehr
Die Hauptstraße von Groß Kölzig wird durch die Döberner Straße, die Dorfstraße und die Bahnhofstraße gebildet. Westlich der Ortschaft führt die Bundesstraße 115 vorbei. Über diese ist die A 15 an der Anschlussstelle Forst zu erreichen.
Am Westrand lag der Bahnhof Groß Kölzig. Hier führte die Bahnstrecke Weißwasser–Forst entlang, die 1996 stillgelegt wurde.
Groß Kölzig ist sehr gut an das Radfernwegenetz in Brandenburg angeschlossen. Die Niederlausitzer Bergbautour führt direkt durch das Dorf.

## Persönlichkeiten
- Rosemarie Koschnick-Chatterjee (1939–2018), Glasgestalterin